# Coleosporium ipomoeae
Coleosporium ipomoeae är en svampart som först beskrevs av Ludwig David von Schweinitz, och fick sitt nu gällande namn av Thomas Jonathan Burrill 1885. Coleosporium ipomoeae ingår i släktet Coleosporium och familjen Coleosporiaceae.   Inga underarter finns listade i Catalogue of Life.